# Cottocomephoridae
Los Cottocomephoridae son una familia de peces de agua dulce de Rusia. Su nombre procede del griego: kotta (cabeza) + kome (melena) + pherein (llevar).

## Morfología
Alcanzan aproximadamente 18 cm de longitud máxima.

## Distribución y hábitat
Son todos especies pelágicas de agua dulce, distribuidos por ríos y lagos de Rusia, principalmente en el lago Baikal. De comportamiento diádromo.

## Géneros
Existen los siguientes cuatro géneros reconocidos:
- Batrachocottus  Berg, 1903
- Cottocomephorus Pellegrin, 1900
- Leocottus Taliev, 1955
- Paracottus Taliev, 1949